# Diores youngai
Diores youngai är en spindelart som beskrevs av Rudy Jocqué 1990. Diores youngai ingår i släktet Diores och familjen Zodariidae. Inga underarter finns listade i Catalogue of Life.